# Lassana Camará
Lassana Camará, conocido futbolísticamente como Saná o Saná Camará es un futbolista bissauguineano con pasaporte portugués que juega como centrocampista.

## Carrera
Llegó a los juveniles del SL Benfica donde jugó cuatro años. Comenzó su andadura profesional en el Servette FC, club al que fue cedido. Como llegó allí arrastrando una lesión producida en la Eurocopa sub-19 de 2010, no pudo volver a competir hasta enero de 2011, jugando desde entonces hasta final de temporada 257. El entrenador de aquel equipo era João Resende Alves, un canterano del Benfica que entrenó a Saná en su estancia en los juveniles del club portugués. Al final de la temporada, el club suizo consiguió el ascenso a la Superliga, la máxima división del país.
El 9 de julio de 2011 firmó un contrato de tres años de duración con el Real Valladolid, pero debido a la mala situación económica del club rompe unilateralmente el contrato y abandona el equipo por su cuenta. 
El 11 de julio de 2012 firma un contrato de tres años de duración con el Bari de la Serie B italiana.

## Clubes y estadísticas
| Club                  | País     | Año       | Categoría        | Partidos | Goles |
| --------------------- | -------- | --------- | ---------------- | -------- | ----- |
| SL Benfica (juvenil)  | Portugal | 2007-2008 | Primera División | 7        | 1     |
| SL Benfica (juvenil)  | Portugal | 2008-2009 | Primera División | 31       | 1     |
| SL Benfica (juvenil)  | Portugal | 2009-2010 | Primera División | 33       | 2     |
| Servette FC (cesión)  | Suiza    | 2010-2011 | Segunda División | 7        | 0     |
| Real Valladolid       | España   | 2011-2012 | Liga Adelante    | 2        |       |
| Académica de Coimbra  | Portugal | 2012-2013 |                  |          |       |
| Botafogo-BA           | Brasil   | 2014      |                  |          |       |
| Sporting Braga B      | Portugal | 2014-2015 |                  |          |       |
| Académico de Viseu    | Portugal | 2016-2017 |                  |          |       |
| Leixões SC            | Portugal | 2017-     |                  |          |       |
| SC Olhanense (cedido) | Portugal | 2018-     |                  |          |       |